# Sudanell
Sudanell – gmina w Hiszpanii, w prowincji Lleida, w Katalonii, o powierzchni 8,26 km². W 2011 roku gmina liczyła 887 mieszkańców.